# Dawn Staley
Pour les articles homonymes, voir Staley.
Dawn Staley, née le 4 mai 1970 à Philadelphie, est une joueuse et entraineuse américaine de basket-ball. Elle possède l'un des plus beaux palmarès du basket-ball féminin avec trois titres aux Jeux olympiques (seulement devancée par ses compatriotes Diana Taurasi, six médailles d'or, Sue Bird cinq et Teresa Edwards, Lisa Leslie et Tamika Catchings, quatre titres), deux titres mondiaux et en tant qu'entraineure de trois titres de championne NCAA. Elle dirige également la sélection américaine, remportant la coupe du monde 2018 et la médaille d'or olympique aux Jeux olympiques de 2020 à Tokyo.

## Biographie

### Premières années
Dawn Staley est la plus jeune d'un foyer de cinq enfants. Ses parents, Clarence et Estelle Staley, quittent la Caroline du Sud dans les années 1950 pour s'installer dans le nord de Philadelphie.
Obligée d'être une bonne élève pour pouvoir aller jouer au basket-ball, elle ne joue qu'avec les garçons. Au lycée, elle joue au Murrell Dobbins Vocational High School à Philadelphie ne perdant qu'une seule fois sous le maillot des Lady mustangs et remportant trois championnats de lycée de Philadelphie.
Lors de sa dernière année de lycée, en 1988, elle inscrit 33,1 points de moyenne et est désignée USA Today’s national player of the year, meilleure joueuse de lycée sur le plan national.

### Joueuse

#### Carrière universitaire
Staley rejoint les Cavaliers de l'université de Virginie à Charlottesville. Elle contribue à la première victoire de l'histoire de son école dans le tournoi de la conférence ACC, Atlantic Coast Conference, sa première saison se termine par une défaite en demi-finale régionale, ou Sweet Sixteen du tournoi de la NCAA, l'équivalent d'un huitième de finale, face aux Lady Vols du Tennessee. Ses performances individuelles sont de 18,5 points à 45,7 % de réussite, 4,7 passes.
La saison suivante, les Cavaliers remportent la phase régulière de leur conférence. Lors du tournoi de la NCAA, connu sous le terme de March madness, l'équipe atteint pour la première fois de son histoire le Final four, s'inclinant en demi-finale face à l'équipe du Cardinal de Stanford. À titre individuel, Staley est désignée dans le premier cinq de la conférence et Women's Basketball Coaches Association All-America. Ses 574 points lui permettent de terminer avec la troisième moyenne de la conférence, avec 17,9. Sa moyenne de 4,4 passes la place en quatrième position d la conférence. Elle est également dixième avec 6,7 pour la statistique du rebond.
Lors du Final four 1991, elle inscrit 39 points, capte 19 rebonds sur les deux rencontres, dont 28 points lors de la finale perdue 67 à 70 après prolongation face à Tennessee. C'est la seule fois, fait encore valable en 2025, où une joueuse ne figurant pas dans l'équipe victorieuse, reçoit le trophée de MOP, Most Outstanding Player, meilleure joueuse du tournoi NCAA. Elle reçoit de nombreux trophées : outre le titre de meilleure joueuse la conférence ACC, elle obtient des récompenses sur le plan national, Naismith College Player of the Year, le titre de Player of the Year de la WBCA et de l'USBWA (United States Basketball Writers Association). Ses 235 passes et 133 balles volées constituent les meilleures performances sur ces statistiques sur une saison de l'université.
Lors de la saison suivante, les Cavaliers remportent les deux titres de la conférence ACC, phase régulière et tournoi final. Pour la troisième année consécutive, l'équipe se qualifie pour le Final four, concédant une défaite en demi-finale face à Cardinal de Stanford. Staley domine de nouveau les statistiques des passes et des balles volées dans sa conférence dont elle est désignée meilleure joueuse. Elle est de nouveau honorée sur plan national avec les titres Naismith College Player of the Year, de Player of the Year de la WBCA et de l'USBWA.
Au terme de sa carrière universitaire, elle compte 2 135 points, 729 passes, 772 rebonds, 352 balles volées en 131 matchs disputés. Elle est alors la joueuse de l'ACC comptant le plus de balles volées dans l'histoire, dépassé ensuite par Sharnee Zoll (en). Son nombre de points constitue alors le record de l'université (battu ensuite par Monica Wright).
Son numéro sera retiré ensuite par son équipe, honneur qui n'a été accordé qu'à trois joueuses chez les Cavaliers de la Virginie, Cathy Grimes, Donna Holt et Wendy Palmer.

#### Carrière post-universitaire
À la sortie de l'université, Staley qui postule une sélection pour les Jeux olympiques d'Atlanta. L'une des raisons qui lui est donnée pour sa non-sélection aux Jeux de Barcelone étant son manque d'expérience internationale, elle décide se rendre à l'étranger. En octobre, elle a un premier contrat en Espagne. Durant l'hiver 1993-1994, elle a plusieurs court contrat en Europe et en Amérique du Sud.
En 1994, elle rejoint le club français de Tarbes Gespe Bigorre, où elle évolue avec l'ancienne joueuse des Lady Vols du Tennessee Daedra Charles sous la direction de Jean-Pierre Siutat. Avec ce club, qui évolue en Nationale féminine 1A, elle participe sur la scène européenne à la coupe Ronchetti où elle a des statistiques de 17,4 points, 4,9 passes, 2,4 rebonds. Une blessure à un genou met un terme à cette expérience.
En 1996, elle rejoint l'équipe du Rage de Philadelphie qui dispute l'ABL, American Basketball League, ligue qui voit sa première saison. Lors de sa deuxième saison, Staley est désignée dans le deuxième cinq.

#### WNBA
Avec la disparition de la American Basketball League, de très nombreuses joueuses postulent à intégrer la WNBA. Staley est choisie par le Sting de Charlotte en neuvième position lors de la draft WNBA 1999. Ses 177 passes la place en troisième place de cette statistique sur la saison classement dominé par Ticha Penicheiro. Elle est sélectionnée en neuvième position du vote pour la WNBA Most Valuable Player, meilleure joueuse de la ligue, attribué à Yolanda Griffith. Sa franchise se qualifie pour les playoffs, battant Shock de Détroit puis s'inclinant en finale de conférence face au Liberty de New York en trois manches. Staley reçoit le Trophée Kim-Perrot de la sportivité.
Elle occupe la troisième place de la statistique des passes avec 190 de la saison suivante. Dernière de la Conférence Est, sa franchise ne dispute pas les playoffs. 
En 2001, Charlotte élimine Rockers de Cleveland puis Liberty de New York, à chaque fois en trois manches, s'inclinant en deux matchs face aux Sparks de Los Angeles. Seule Teresa Weatherspoon la devance pour le nombre de passes, Ticha Penicheiro terminant avec la meilleure moyenne devant Weatherspoon et Staley. Avec Rita Williams, elle est la joueuse concédant le plus de pertes de balles avec un total de 100. Staley est sélectionnée pour le WNBA All-Star Game 2001.
Les deux saisons suivantes, Staley termine à la cinquième place des passeuses, 5,1 à chaque fois. Charlotte s'incline 2 à 0 face aux Mystics de Washington en 2002 puis sur le même score en 2003 face au Sun du Connecticut. En 2004, Charlotte ne se qualifie pas pour les playoffs et termine troisième des passeuses avec une moyenne de 5,0.
En février 2005, elle signe un nouveau contrat avec Charlotte. Lors cette saison, elle fait partie d'un échange qui l'envoie chez les Comets de Houston, avec un deuxième tour de draft WNBA 2005  contre Adrienne Goodson (en), Kristen Rasmussen (en) et un premier tour de la draft WNBA 2006. Sa nouvelle franchise se qualifie pour les playoffs, l'emportant 2 à 1 face aux Storm de Seattle puis s'inclinant en deux manches face aux Monarchs de Sacramento. Staley termine au sixième rang des passeuses avec une moyenne de 4,5.
Lors de la saison 2006, sa moyenne de passes est de 3,9 et les Comets s'inclinent au premier tour face à Sacramento. Elle reçoit pour le deuxième fois le Trophée Kim-Perrot.
Le 1er septembre 2006, elle annonce la fin de sa carrière.

#### Sélection américaine
Dawn Staley représente les États-Unis dans les compétitions de jeunes, au Junior World Championship en 1989 où les Américaines terminent septième.
Elle participe aux Universiade d'été de 1991 à Sheffield où la sélection américaine dirigée par Tara VanDerveer remporte le titre,.
L'année suivante, elle fait partie d'une sélection All-Star qui remporte la Coupe William Jones. Elle n'est pas retenue pour les Jeux olympiques de Barcelone, reléguée dans l'équipe B.
Deux ans plus tard, elle figure dans la sélection américaine dirigée par Tara VanDerveer qui remporte la médaille de bronze lors du championnat du monde 1994, battue en demi-finale par le Brésil. La même année, elle remporte les Goodwill Games à Saint Petersbourg. 
En 1995, elle figure dans les onze joueuses retenues parmi un groupe de 27 joueuses pour défendre les couleurs américaine aux Jeux olympiques de 1996 à Atlanta. Cette sélection va se consacrer pendant onze mois à une préparation sous la direction de Tara VanDerveer.
Les Américaines ambitionnent de renouer avec le titre mondial lors de l'édition de 1998. Lors de la finale face à la Russie, Staley inscrit les trois derniers points, deux séries de lancer-franc, sécurisant la victoire sur le score de 71 à 65. Elle inscrit 7 points de moyenne sur la compétition et égalise avec 11 le record du nombre de passes réussies par une Américaine lors d'un mondial, après Teresa Edwards.  
Dawn Staley, co-capitaine avec Teresa Edwards, présente une moyenne de 3,6 passes lors des Jeux olympiques de 2000 à Sydney où les Américaines sont invaincues, avec 81,0 points de moyenne, ne concédant que 59,3 points à leurs adversaires, rempotent la finale face à Australie sur le score de 76 à 54.
Staley est la meilleure passeuse de son équipe avec 24 lors du championnat du monde 2002. Les Américaines s'imposent faca aux Australiennes en demi-finale puis difficilement face aux Russes sur le score de 79 à 74.
En 2004, elle est choisie pour être porte-drapeau de la délégation américaine lors Jeux olympiques. Elle est alors le 22e sportif américain à recevoir cet honneur, premier basketteur et deuxième femme afro-américaine, après Evelyn Ashford. Avec Lisa Leslie et Sheryl Swoopes, la capitaine Dawn Staley remporte un troisième titre olympique consécutif, après des victoires face aux Russes en demi-finale, 66 à 62, puis face aux Australiennes sur le score de 74 à 63 en finale.

### carrière d'entraîneure

#### Owls de Temple
Dawn Staley, qui ne se voit pas alors entraîner lors de la suite de sa carrière, se voit approcher 
par l'université Temple, de sa ville de naissance Philadelphie, lors du Final Four NCAA de 2000. Après avoir dans un premier temps exprimé cette opinion, elle accepte la proposition, exprimée sous forme de défi, de prendre en charge l'équipe féminine des 
Owls, le défi étant d'être entraîneur principal tout en continuant en parallèle sa carrière de joueuse WNBA.
Dès sa première saison à la tête de l'équipe, celle-ci parvient à obtenir une place au Women's National Invitation Tournament. La saison suivante, en s'imposant dans la Atlantic 10 Conference, premier titre de l'université dans la conférence, l'équipe obtient sa qualification pour disputer le tournoi final de NCAA, aussi appelé March Madness, tournoi regroupant 64 équipes et dont le vainqueur est désigné lors du Final Four. Après une absence du tournoi en 2003, l'équipe des Owls y participe les cinq années suivantes, remportant le tournoi de la conférence à quatre reprises, en 2002, 2004, 2005, 2006, et s'inclinant face aux Musketeers de Xavier en 2008. Durant ses huit saisons, elle présente un bilan de 172 victoires pour 80 défaites, quatre titres de conférence en saison régulière et quatre victoires dans le tournoi de la conférence, six présences à la March madness. Sous sa direction, et pour la première fois de l'histoire de l'université, deux joueuses sont sélectionnées au premier tour de la draft WNBA, Candice Dupree en 2006 et Kamesha Hairston (en) en 2007.

#### Gamecocks de l'université de Caroline du Sud
En 2008, dominée dans une Southeastern Conference (SEC) par les Lady Vols du Tenessee dirigées par Pat Summitt, l'université de Caroline du Sud recrute Dawn Staley. Ses deux premières saisons à la tête de l'équipe se soldent par des bilans négatifs. Durant les années suivantes, le pourcentage de victoires augmente, l'équipe disputant le WNIT en 2011, puis se qualifiant pour le tournoi final de la NCAA l'année suivante. De nouveau présentes au tournoi de la NCAA les deux saisons suivantes, les joueuses de Staley atteignent le Final four lors de la saison 2014-2015, battues en demi-finale par les Fighting Irish de Notre Dame. Plus tôt dans la saison, Staley remporte le premier titre dans le tournoi de la SEC.
Lors de la finale du Final four, les Gamecocks affrontent les Bulldogs de Mississippi State, équipe de la même conférence (fait qui ne s'est alors produit qu'à six reprises). Ces deux équipes constituent l'affiche des finales du tournoi final de la SEC 2016 et 2017. L'équipe de Staley remporte le premier titre de son histoire en s'imposant sur le score de 67 à 55,. Staley devient également le deuxième entraîneur afro-américain à remporter un titre national rejoignant Carolyn Peck (en) vainqueure avec les Boilermakers de Purdue. 
La saison suivante, les Gamecocks conservent le titre en finale de la SEC, toujours face aux Bulldogs, mais s'inclinent en finale régionale (Elite 8, l'équivalent d'un quart de finale) face à UConn. Après une saison sans titre, les Gamecocks remportent la saison régulière et le tournoi de la SEC. Mais la pandémie de Covid-19 provoque l'annulation du tournoi final de la NCAA où l'équipe de Stley se présentait parmi les prétendantes avec un bilan de 32 victoires et une seule défaite. Vainqueure des Lady Bulldogs de la Géorgie en finale de la SEC, l'équipe des Gamecocks atteint le Final four, mais s'inclinent face au Cardinal de Stanford en demi-finale.
Lors de la saison 2021-2022, bien que battue en finale sa conférence par les Wildcats du Kentucky, l'équipe des Gamecocks atteint le Final four NCAA, éliminant les Cardinals de Louisville en demi-finale puis s'imposant 64 à 49 face aux Huskies du Connecticut, mettant un terme à la série de cinq victoires dans une finale NCAA de ces dernières. C'est le deuxième titre de l'histoire des Gamecocks.
Lors de la saison 2022-2023, les Gamecocks remportent le titre de la SEC, puis s'imposent en finale du tournoi de la SEC en s'imposant face à Tennessee sur le score de 74 à 58. L'équipe de Staley atteint le Final Four en étant invaincue sur la saison. Caitlin Clark et son équipe des Hawkeyes de l'Iowa mettent un terme à une série de 42 victoires de l'équipe de Staley en s'imposant en demi-finale du Final four de l'année 2023. 

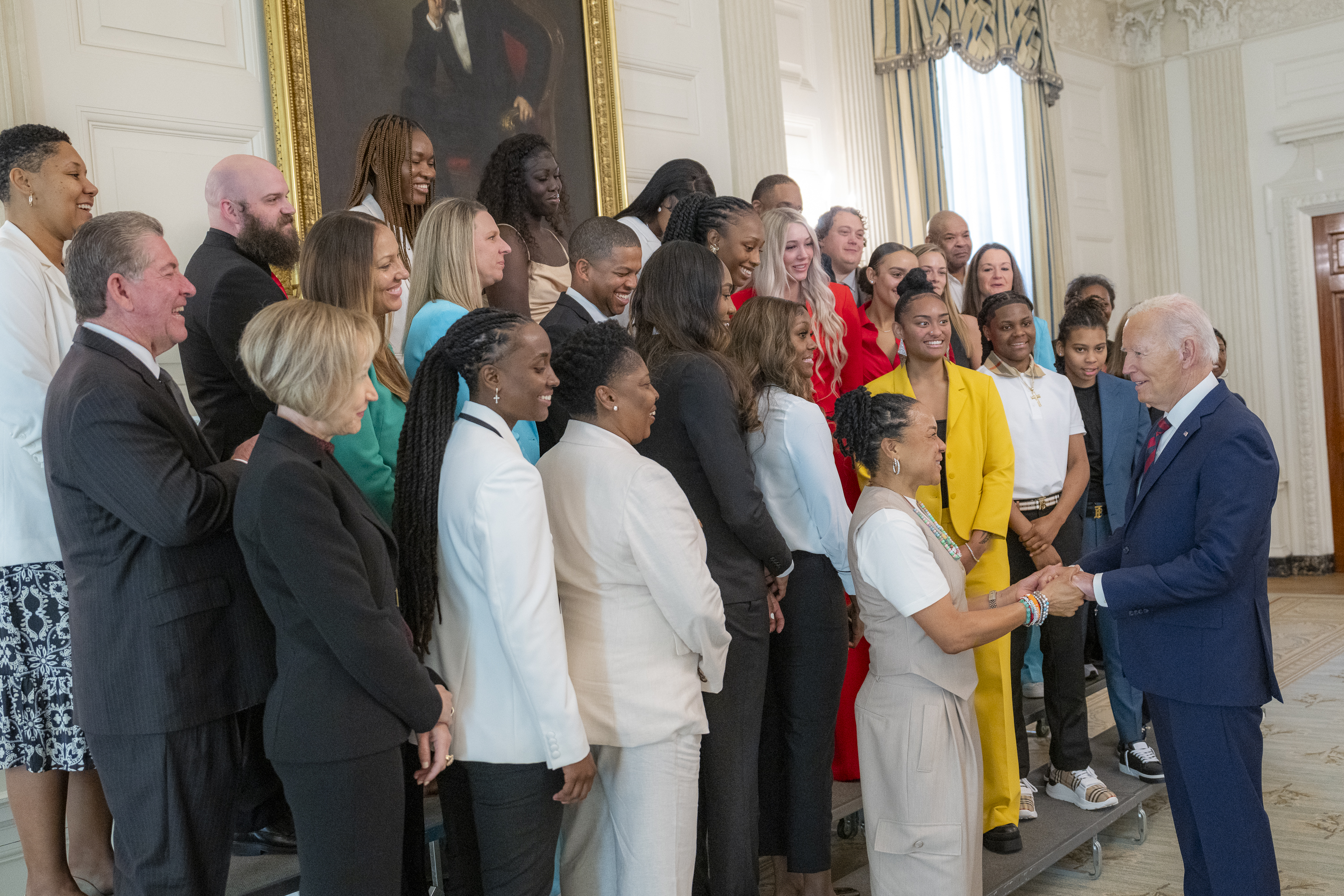
Gamecocks reçues à la Maison blanche pour le titre 2024.

En 2024, son équipe termine la saison régulière avec un bilan de 32 victoires pour aucune défaite. Vainqueure des Wolfpack de North Carolina State en demi-finale, l'équipe prend sa revanche sur l'Iowa en s'imposant 97 à 75. C'est la dixième fois qu'une équipe termine invaincue sur la saison, mais la performance est réalisée par seulement cinq universités : Baylor, Uconn, Tennessee, Texas et Caroline du Sud
Les Gamecocks réalisent de nouveau doublé saison régulière et tournoi final dans leur conférence, battant les  Longhorns du Texas en finale. Malgré deux défaites en fin de saison régulière, face à Texas puis Uconn, cette équipe mettant un terme à une série de 71 victoires consécutives à domicile depuis décembre 2020, les Gamecocks figurent parmi les principales favorites au titre NCAA. Des victoires face à Tennessee Tech (en), Indiana, Maryland, Duke, permettent à l'équipe de Caroline du Sud d'atteindre pour la cinquième année consécutive le Final Four. En demi-finale, celle-ci s'impose face à Texas. L'opposition en finale face aux Huskies du Connecticut dirigées par Geno Auriemma voit ces dernières s'imposer sur le score de 82 à 59.
Au terme de la saison 2024-2025, la dix-septième de Dawn Staley à la tête des Gamecocks, elle présente un bilan de 475 victoires en 585 rencontres. Avec neuf titres de conférence, neuf victoires au tournoi final de la conférence, elle emmène à treize reprises son équipe au tournoi de la NCAA, dont sept participations au Final four pour trois titres, en 2017, 2022 et 2024.

#### Équipe des États-Unis
Sa carrière avec la sélection américaine est couronnée de nombreux titres, dont trois titres olympiques consécutifs. Lors de ses derniers Jeux, en 2004 à Athènes, elle a également l'honneur d'être choisie comme porte-drapeau de la délégation américaine lors de la cérémonie d'ouverture.
Dawn Staley fait partie de l'encadrement de l'équipe des États-Unis pour les mondiaux 2006. La sélection dirigée par Anne Donovan est éliminée par la Russie en demi-finale avant de remporter la médaille de bronze face au Brésil. L'année suivante, Staley dirige la sélection américaine qui remporte l'or aux Pan Am Games, championnat des Amériques. Elle est de nouveau l'assistante de Donovan lors des jeux olympiques de 2008 où les Américaines s'imposent face à l'Australie.
En mai 2014, elle est désignée avec Doug Bruno et Cheryl Reeve pour assister Geno Auriemma dans l'encadrement de la sélection américaine qui remporte le Championnat du monde en Turquie avec une victoire en finale face à l'Espagne.
En 2015, elle est récompensée du 2015 USA Basketball National Coach of the Year Award pour sa direction victorieuse lors du championnat des moins de 19 ans. L'année précédente, elle avait également remporté le championnat des moins de 17 ans.
Bruno, Reeve et Staley sont reconduit pour assister Auriemma avec le but de remporter une sixième médaille d'or aux Jeux olympiques de 2016. 
En mars 2017, elle est nommée à la tête de la équipe féminine américaine où elle succède à Geno Auriemma. Elle devient ainsi la première afro-américaine à occuper ce poste. Lors de la Coupe du monde 2018, elle remporte la médaille d'or, devenant la première personne à remporter cette compétition à la fois comme joueuse, assistante et entraîneuse principale.
Après deux matchs perdus lors de la préparation, contre une équipe All-Star de la WNBA puis contre l'Australie, l'équipe américaine remporte les cinq rencontres du tournoi olympique, disputé en 2021 en raison de la pandémie de Covid-19, battant le Japon lors d'une 55e victoire consécutive dans une rencontre olympique,. Elle est récompensée d'un deuxième titre de USA Basketball National Coach of the Year Award après celui de 2015, trophée qu'elle partage avec Gregg Popovich.
Avec ses titres en tant que joueuse et de coach, elle rejoint Anne Donovan également titrée en tant que joueuse en édition de 1984 et 1988, et en tant qu'entraîneure en 2008.

## Palmarès

### Club
Dawn Staley remporte des titres lors de sa carrière universitaire avec les Cavaliers de la Virginie. Elle remporte le titre de saison régulière de Atlantic Coast Conference en 1990-1991 et 1991-1992 et le tournoi de cette même conférence en 1989-1990 et 1991-1992. Avec cette équipe, elle atteint à trois reprises Final four de la March Madness, tournoi final de la NCAA, de 1990 à 1992, s'inclinant en finale en 1991. Elle est ensuite de la American Basketball League (ABL) en 1997.
Lors de sa carrière en WNBA, elle dispute une finale lors de la saison WNBA 2001 avec la franchise du Sting de Charlotte.
Devenue entraineure, elle remporte des titres avec les Owls de Temple, titre de saison régulière de Atlantic 10 Conference en 2001–02, 2003–04, 2004–05, 2007–08 et le  tournoi de cette même conférence en 2001–02, 2003–04, 2004–05, 2007–08. Avec les Gamecocks de la Caroline du Sud, elle remporte neuf titres de saison régulière, en 2013–14, 2014–15, 2015–16, 2016–17, 2019–20, 2021–22, 2022–23, 2023–24, 2024–25 et neuf tournois de conférence, en 2014–15, 2015–16, 2016–17, 2017–18, 2019–20, 2020–21, 2022–23, 2023–24, 2024–25 de la Southeastern Conference. Son bilan au tournoi final de la NCAA est de dix-neuf participations, six avec Temple et treize avec la Caroline du Sud, atteignant à sept reprises le  Final four pour trois titres, en 2017, 2022 et 2024 et une finale perdue en 2025.

### Sélection nationale
Après des médailles aux Universiade d'été de 1991 et lors de la Coupe William Jones, Dawn Staley remporte sa première médaille dans une grande compétition internationale en sélection américaine avec le bronze du  championnat du monde 1994, compétition dont elle remporte ensuite les deux éditions suivantes de 1998 et 2002. Dawn Staley remporte trois éditions des Jeux olympiques, en  1996 à Atlanta,  Jeux olympiques de 2000 à Sydney et Jeux olympiques de 2004 à Athènes.
Sa carrière en sélection est également couronnée de succès lors de sa carrière d'entraineure, d'abord en tant qu'assistante d'Anne Donovan lors des jeux olympiques de 2008 et de 2016 auprès de Geno Auriemma. Dans ce rôle d'assistante, elle remporte des médailles en championnat du monde, le bronze lors des mondiaux 2006 et l'or en Championnat du monde féminin de basket-ball 2014. Elle remporte également des titres en qu'entraineur en chef, d'abord du Championnat des Amériques 2007 et le Championnat du monde féminin des moins de 19 ans 2015 puis lors de la Coupe du monde 2018 et enfin l'or olympique lors de l'édition 2020.

### Distinctions personnelles

#### Joueuse
Durant sa carrière, Dawn Staley est récompensée à plusieurs reprises. Elle reçoit à deux reprises le titre de meilleure joueuse de sa conférence, Atlantic Coast Conference dont elle est désignée meilleure débutante en 1989, en 1991 et 1992. Figurant dans le deuxième cinq lors de sa première saison, elle est choisie dans le meilleur cinq les trois saisons suivantes.
Elle est récompensée au niveau de la NCAA par deux Naismith College Player of the Year en 1991 et 1992. Pour la WBCA, Women's Basketball Coaches Association, elle est désignée All-America en 1989-1990, 1990-1991 et 1991-1992, et meilleure joueuse lors des deux dernières saisons Player of the Year de la WBCA.
Elle est désignée All-America par l'USBWA (United States Basketball Writers Association) en 1990-1991 et 1991-1992 et meilleure joueuse de ces saisons.
Lors de sa carrière professionnelle, elle est élue deux saisons au ABL All-Star.
Elle est élue basketteuse américaine de l'année 1994.
Pour sa carrière en Women's National Basketball Association, elle est choisie en 9e position lors de la Draft WNBA 1999 par le Sting de Charlotte. Elle est élue au WNBA All-Star 2001, 2002, 2003, 2005 et 2006. Elle participe à un autre All-Star en tant que sélectionneuse de la sélection américaine au The Game at Radio City en 2004. Elle est désignée une fois joueuse de la semaine, lors du mois de juillet 2001. Elle reçoit le Trophée Kim-Perrot de la sportivité à deux reprises en 1999 et 2006.
Elle est honorée par la WNBA qui la nomme dans les meilleures joueuses des 10 ans de la ligue et en 2006 dans les meilleures joueuses des 15 ans.
Elle est introduite dans la promotion 2012 du Women's Basketball Hall of Fame.
En septembre 2013, elle est intronisée au Basketball Hall of Fame.

#### Entraîneure
En tant qu'entraîneure, Dawn Staley est plusieurs fois récompensée.
Elle reçoit des récompenses sur le plan national. Ainsi, elle reçoit le Naismith Awards Women's College Coach à quatre reprises, en 2020, 2022, 2023, 2024. Elle est récompensée également par l'Associated Press, en 2020 et 2024. l'United States Basketball Writers Association la désigne entraineure de l'année, Geno Auriemma Award, en 2020, 2022, 2023, 2024. Elle remporte également le WBCA (Women's Basketball Coaches Association) National Coach of the Year Award en 2020, 2022, 2023, 2024.
En 2023, elle reçoit le trophée Wooden qui récompense le meilleur entraineur universitaire de l'année, homme et femme confondus.
Elle est également désignée à deux reprises entraîneure de l'année de la Atlantic 10 Conference en 2004 et 2005 et à sept reprises de la Southeastern Conference (SEC), en 2014, 2015, 2016, 2020, 2022, 2023, 2024.